# Vasula melones
El caracol marino (Vasula melones) es una especie de gasterópodo marino perteneciente a la familia Fasciolariidae1. Antes el género Vasula era considerado como un subgénero y esta especie era denominada como Thais (Vasula) melones2. Habita en zonas de litoral rocoso2.

## Clasificación y descripción
Concha relativamente delgada, ligeramente cuadrangular. De color negro con parches de color amarillo o blanco. Escultura de la concha con estrías a lo largo de la vuelta corporal. Espira pequeña. Tiene opérculo. Llega a medir hasta 48 mm de largo3.

## Distribución
La especie Vasula melones se distribuye desde el Golfo de Tehuantepec, México hasta Callao, Perú, también en las Islas Galápagos3.

## Ambiente
Habita en zonas de litoral rocoso4. No suele presentar abundancias grandes5.

## Estado de Conservación
Hasta el momento en México no se encuentra en ninguna categoría de protección, ni en la Lista Roja de la IUCN (International Union for Conservation of Nature) ni en CITES (Convención sobre el Comercio Internacional de Especies Amenazadas de Fauna y Flora Silvestres).